# Tyler Hamilton
Tyler Hamilton (Marblehead, Massachusetts, 1 de marzo de 1971) es un exciclista estadounidense, profesional desde 1995 hasta 2009. Su carrera se vio marcada por numerosos escándalos de dopaje que protagonizó, que terminarían forzando su retirada, pero sobre todo será recordado por conseguir una de las mayores hazañas de la historia del deporte: Ganar una etapa del Tour de Francia con la clavícula rota.

## Biografía

### Gregario de Armstrong
Hamilton debutó como profesional en 1995. En el US Postal, fue uno de los principales gregarios de Lance Armstrong en el Tour de Francia, ayudando a su compatriota a ganar sus dos primeros Tours (1999 y 2000). Hamilton apoyaba a su líder en las etapas de montaña, aunque su papel no se limitaba a dichas jornadas, puesto que gracias a la labor de Hamilton en las etapas de contrarreloj (en las que era un corredor destacado) el equipo obtenía buenas referencias y valiosa información sobre el trazado para su jefe de filas Armstrong.

### Años destacados y primer positivo
Para 2002 fichó por el equipo danés CSC dirigido por Bjarne Riis, en el cual se convirtió en jefe de filas. En su primera temporada en el equipo finalizó segundo en la general en el Giro de Italia, a pesar de una lesión en el hombro. 
En 2003 terminó cuarto en la clasificación general del Tour de Francia, además de lograr un triunfo de etapa tras una escapada de más de cien kilómetros en solitario, tras fracturarse la clavícula en la primera etapa. Posteriormente, la Operación Puerto revelaría que compitió dopado en la ronda francesa, al descubrirse que en 2003 Hamilton seguía una planificación de medicamentos y transfusiones (prácticas prohibidas al ser dopaje) dirigida por Eufemiano Fuentes.
Para 2004 fichó por el equipo suizo Phonak. En los Juegos Olímpicos de Atenas 2004 disputados en el mes de agosto, ganó la medalla de oro en la prueba contrarreloj. Sin embargo, poco después (en septiembre) se puso en duda su victoria al dar positivo en un control antidopaje. El contraanálisis no pudo realizarse debido a un problema con su almacenamiento.
Hamilton ganó la contrrareloj disputada en la factoría de Ford en Almusafes en la Vuelta a España, aunque el control antidopaje realizado revelaría que dio positivo por transfusión homóloga, por lo que fue apartado de su equipo. Curiosamente, otro ciclista del equipo (Santi Pérez, segundo en esa Vuelta) dio positivo poco después por ese mismo motivo: transfusión homóloga. Al confirmarse este caso de dopaje (pese a la negativa del corredor), el 25 de abril de 2005 fue sancionado con una suspensión de dos años (sanción habitual en los casos de dopaje), La Operación Puerto revelaría después (en la primavera de 2006) que en 2004 Hamilton seguía una planificación de medicamentos y transfusiones (prácticas prohibidas al ser dopaje) dirigida por Eufemiano Fuentes, de quien también era cliente Santi Pérez.

### Operación Puerto
Durante la ejecución de la Operación Puerto en la primavera de 2006, fue identificado por la Guardia Civil como cliente de la red de dopaje de Eufemiano Fuentes. Le correspondían los nombres en clave número 11, 41-42 y HMLTN. En la documentación intervenida se descubrieron calendarios de preparación (de noviembre a octubre) realizados por Fuentes para Hamilton, en los que se detallaban los medicamentos administrados cada día y un programa de extracciones/reposiciones sanguíneas (prácticas prohibidas en el deporte por ser dopaje). Se hallaron dos calendarios: uno para 2003, en el que se detallaban con fechas las transfusiones sanguíneas realizadas (que finalizaban justo antes del Tour de Francia 2003, en el que ganó una etapa) y otro para 2004 (año en que dio positivo por transfusión homóloga en la Vuelta). Tras la fecha de su positivo (y consiguiente inicio de sanción por dos años) desaparecía de las preparaciones del Dr. Fuentes. Asimismo, entre la documentación intervenida se hallaron intercambios de fax entre Fuentes y la mujer de Hamilton (Haven Parchinsky), la dirección exacta de su domicilio en Colorado (EE. UU.) y cantidades en euros y dólares en concepto de factura por los servicios recibidos de Fuentes y su red de dopaje.

### Retorno, segundo positivo y retirada
Una vez cumplida su sanción, en 2007 volvió al pelotón internacional, compitiendo con el equipo Tinkoff Credit Systems.

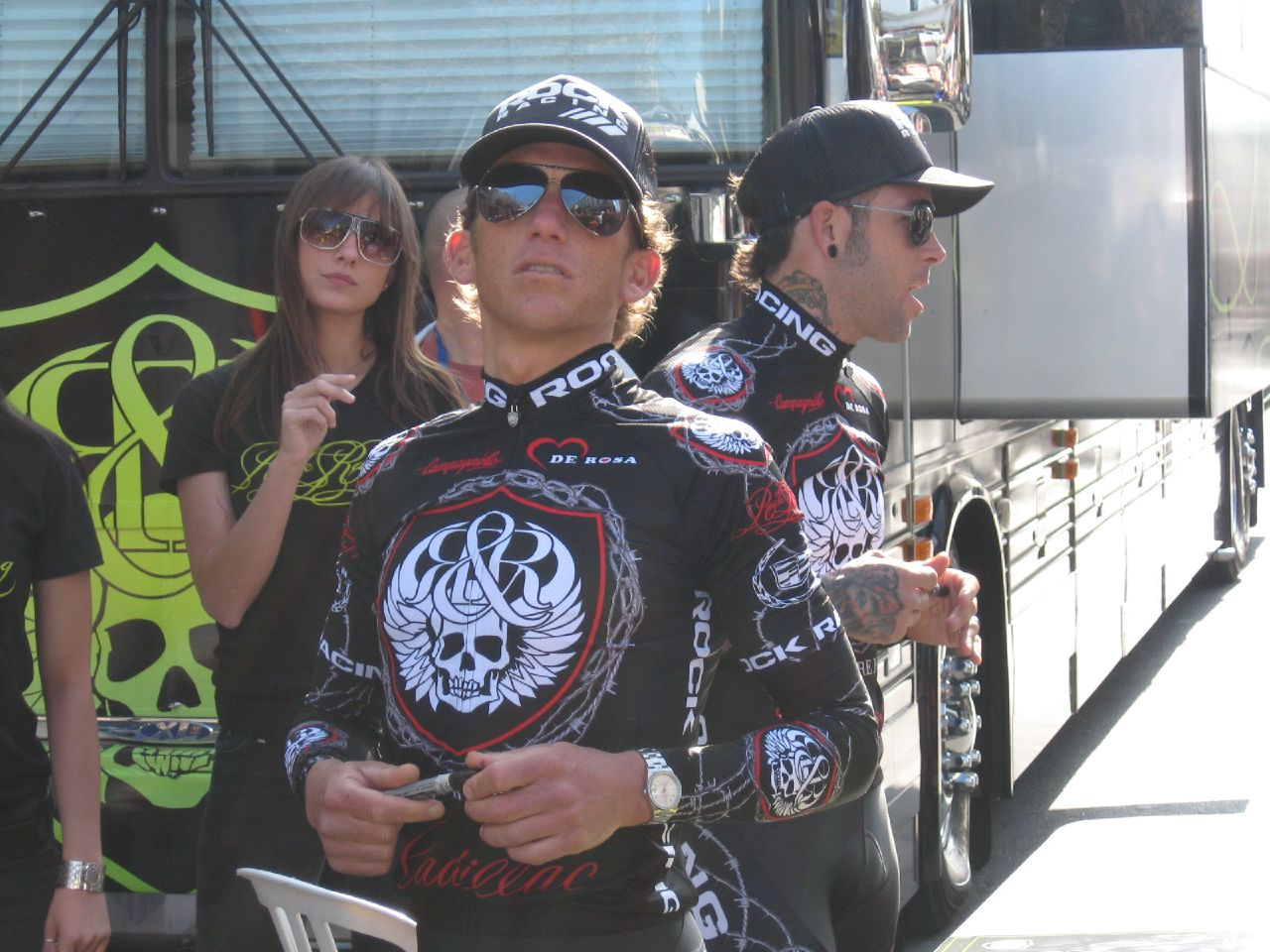
Tyler Hamilton con el maillot del equipo Rock Racing.

En 2008 se enroló en el equipo estadounidense Rock Racing, conocido por acoger a numerosos ciclistas con antecedentes por dopaje. En este equipo coincidió con otros ciclistas que, como él, habían sido identificados por la Guardia Civil como clientes de la red dopaje de Eufemiano Fuentes, en el transcurso de la Operación Puerto.
El 17 de abril de 2009 se reveló que había vuelto a dar positivo, en este caso por DHEA (un precursor de la testosterona). Tras este nuevo caso de dopaje, el ciclista reconoció haberse dopado y anunció su decisión de retirarse del ciclismo, al mismo tiempo que afirmaba estar sufriendo una depresión. El 17 de junio, la Agencia Antidopaje de Estados Unidos (USADA) le sancionó con ocho años de sanción por este nuevo caso de dopaje (ya que era reincidente), a pesar de que se había retirado, explicando dicha decisión en el siguiente comunicado:
En el ciclismo, una suspensión de ocho años para un deportista de 38 años es una sanción de por vida y una seguridad de que es sancionado para lo que hubiera sido el resto de su carrera deportiva.

### Dice que vio al 7 veces campeón del Tour de Francia inyectarse EPO
En 2011 En declaraciones al programa '60 minutos' de la cadena CBS, Hamilton acusó a Lance Armstrong el siete veces campeón del Tour de Francia, que fue su compañero en el equipo US Postal, de hacer "lo que hacían todos".
"Yo vi EPO en su nevera. Le vi inyectársela más de una vez, como hacíamos todos. Como hice yo muchas, muchas veces", ha afirmado. "Armstrong tomaba lo que tomábamos todos, la mayoría del pelotón. Había EPO, testosterona, una transfusión sanguínea...".
Hamilton se ha referido en concreto a estas prácticas dopantes en los Tours de 1999, 2000 y 2001. Armstrong ganó la ronda francesa ininterrumpidamente entre 1999 y 2005.
Las declaraciones, de las que se conoció un extracto y que se emitieron de forma íntegra posteriormente, se unieron a las ya formuladas el año anterior en el mismo sentido por Floyd Landis, otro compañero de equipo de Armstrong.
El heptacampeón del Tour, que aparentemente nunca dio positivo en un control pero que estaba siendo investigado por las autoridades federales estadounidenses para averiguar si participó en programas de dopaje sistemático, ha puesto un mensaje en Twitter en el que afirma: "Más de 20 años de carrera. 500 controles en todo el mundo, dentro y fuera de competición. Nunca un positivo. Nada que añadir".
El equipo de abogados de Armstrong acusó a Hamilton de estar preparando la publicación de un libro y de querer asegurarse un buen contrato editorial con sus declaraciones.
El 18 de enero de 2013, Lance Armstrong confesó públicamente todas las acusaciones de dopaje referidas por Hamilton.

## Palmarés
| 1996 - 1 etapa de las Rutas de América 1999 - Vuelta a Dinamarca, más 1 etapa 2000 - Dauphiné Libéré, más 2 etapas - 1 etapa de la Vuelta a Holanda 2002 - 2.º en el Giro de Italia, más 1 etapa | 2003 - Lieja-Bastoña-Lieja - Tour de Romandía, más 1 etapa - 1 etapa del Tour de Francia 2004 - Tour de Romandía, más 1 etapa \| Resultado anulado \| \| ------------------------------------ \| \| 2004 - 1 etapa de la Vuelta a España \| 2008 - Vuelta al Lago Qinghai - Campeonato de los Estados Unidos en Ruta |
| Resultado anulado | |
| 2004 - 1 etapa de la Vuelta a España | |

## Resultados en Grandes Vueltas y Campeonato del Mundo
| Carrera         | 1995 | 1996 | 1997 | 1998 | 1999 | 2000 | 2001 | 2002 | 2003 | 2004 | 2005 | 2006 | 2007 | 2008 | 2009 |
| --------------- | ---- | ---- | ---- | ---- | ---- | ---- | ---- | ---- | ---- | ---- | ---- | ---- | ---- | ---- | ---- |
| Giro de Italia  | -    | -    | -    | -    | -    | -    | -    | 2.º  | -    | -    | -    | -    | -    | -    | -    |
| Tour de Francia | -    | -    | -    | 61.º | 13.º | 25.º | 94.º | 15.º | 4.º  | Ab.  | -    | -    | -    | -    | -    |
| Vuelta a España | -    | -    | -    | -    | Ab.  | -    | -    | -    | -    | Ab.  | -    | -    | -    | -    | -    |
| Mundial en Ruta | -    | Ab.  | 39.º | -    | -    | -    | -    | -    | -    | -    | -    | -    | -    | -    | -    |

-: no participa

Ab.: abandono

## Equipos
- Montgomery (1995)
- US Postal (1996-2001)
- Team CSC (2002-2003)
- Phonak Hearing Systems (2004)
- Tinkoff (2007)
- Rock Racing (2008-2009)